# Большой Сердеж (Марий Эл)
Большой Сердеж (мар. Кугу Сердыж) — деревня в Сернурском районе республики Марий Эл Российской Федерации. Входит в состав и является административным центром Сердежского сельского поселения.
Численность населения — 214 чел. (2010 год).

## География
Большой Сердеж располагается на левом берегу реки Сердяжки (притока реки Лаж), в 9 км на восток от административного центра Сернурского района — пгт Сернур. На противоположном берегу Сердяжки расположена деревня Глазырино.

## История
Деревня Большой Сердеж основана во второй половине XVIII века выходцами из окрестностей деревни Кичма Уржумского уезда. В 1834 году здесь проживало 139 человек, в 1859—1873 годах — 223 человека, в 1884—1885 годах — 437 человек, преимущественно русские. В конце XIX века население деревни стало убывать из-за нехватки плодородной земли.
В 1896 году в деревне открыто земское двуклассное училище.
С образованием Марийской автономной области в 1920 году деревня вошла в состав Сернурского кантона.
В 1930 году было организовано коллективное хозяйство «Победа». В 1960 году колхоз «Победа» вошёл в состав колхоза «Сила».
В годы Великой Отечественной войны в Большой Сердеж были эвакуированы жители Ленинграда, Украины, Новгородской и Смоленской областей.

## Население
| 2002 | 2010 |
| ---- | ---- |
| 194  | ↗214 |

## Современное положение
В деревне располагается администрация сельского поселения и администрация ЗАО «Сердежское». Действует Сердежский детский сад «Солнышко», фельдшерско-акушерский пункт, отделение почтовой службы, сельский дом культуры, библиотека, магазины.
На начало 2016 года в деревне 65 дворов.
С 1970 года в деревне у здания конторы ЗАО «Сердежское» установлен обелиск воинам-землякам, погибшим в годы Великой Отечественной войны.